# Audi A5 II
Cet article concerne la deuxième génération de l’Audi A5. Pour des informations générales sur l’Audi A5, consultez Audi A5.
L'Audi A5 II (désignation de type interne F5) est un modèle de voiture du constructeur automobile allemand Audi AG, produit de 2016 à 2024 et fabriqué sur les sites de production d'Ingolstadt (coupé et Sportback) et de Neckarsulm (cabriolet).

## Présentation
Le 2 juin 2016, la deuxième génération des Audi A5 et S5 Coupé est présentée à Ingolstadt. Elles sont disponibles à la commande depuis juillet 2016.
L'A5 et la S5 Sportback ont fait leurs débuts au Paris Motion Festival en octobre 2016 et sont arrivées chez les concessionnaires début 2017. La gamme de moteurs est la même que celle de la berline, et une transmission bivalente (g-tron) est également disponible depuis août 2017.
Les premières photos de la version ouverte de l'A5 et de la S5 sont présentées le 4 novembre 2016 et le véhicule a été présenté en première au Salon international de l'automobile d'Amérique du Nord en janvier 2017 à Détroit. Le cabriolet est arrivé chez les concessionnaires en mars 2017. Comme le modèle précédent, elle sera livrée avec une capote souple et sera produite à Neckarsulm. La capote peut également être ouverte électriquement pendant la conduite à une vitesse allant jusqu'à 50 km/h.
En mars 2017, lors du 87e salon international de l'automobile de Genève, Audi a présenté la RS5 Coupé.
Une révision de la gamme A5 a été présentée au Salon de l'automobile de Francfort en septembre 2019.

## Variantes du modèle
- Audi A5 et S5 coupé (depuis juin 2016)
- Audi A5 et S5 Sportback (depuis octobre 2016)
- Audi A5 et S5 cabriolet (depuis novembre 2016)
- Audi RS5 coupé (depuis juin 2017)
- Audi RS5 Sportback (depuis février 2019)

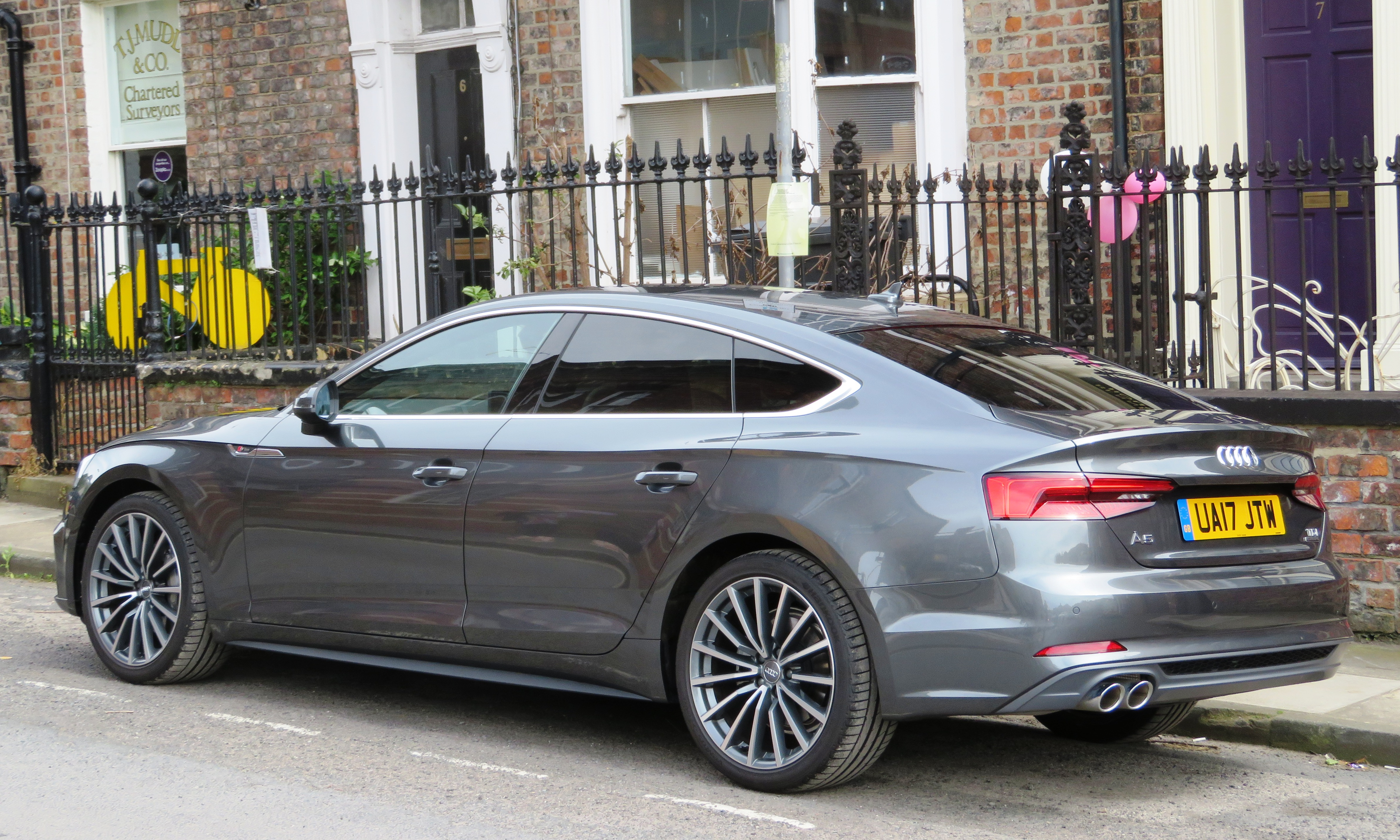
Audi A5 Sportback (2016–2019)
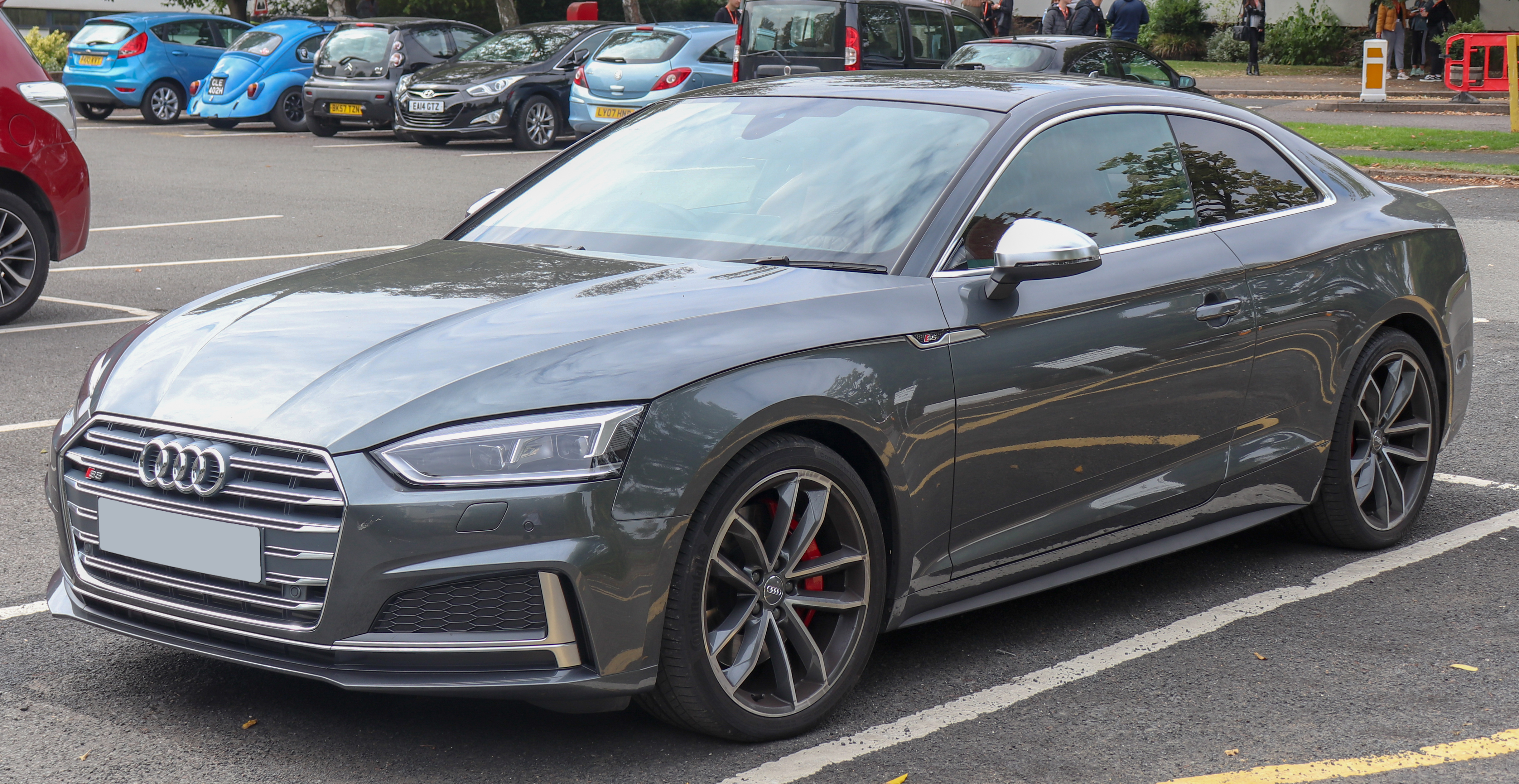
Audi S5 coupé (2016–2019)
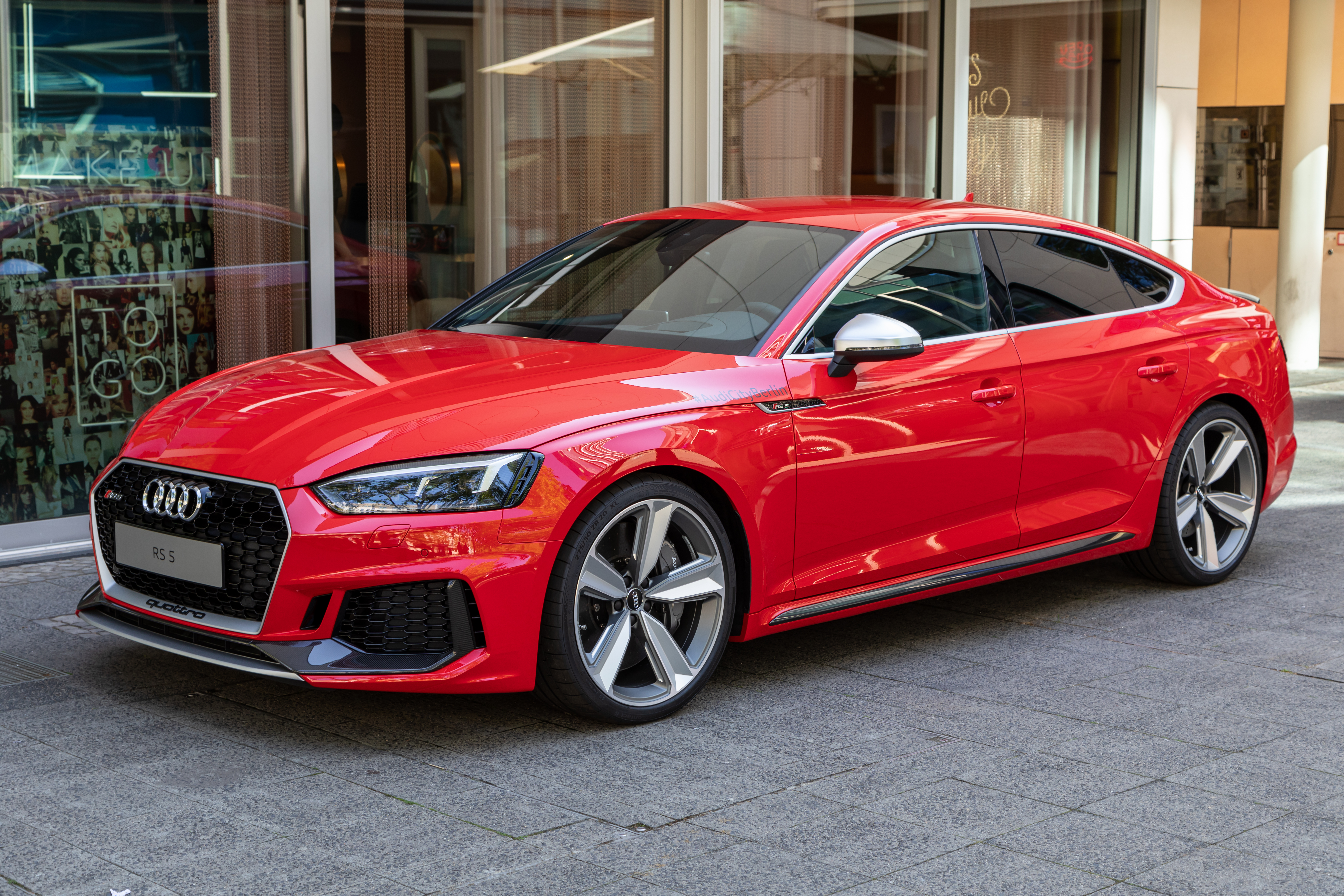
Audi RS5 Sportback (2019)
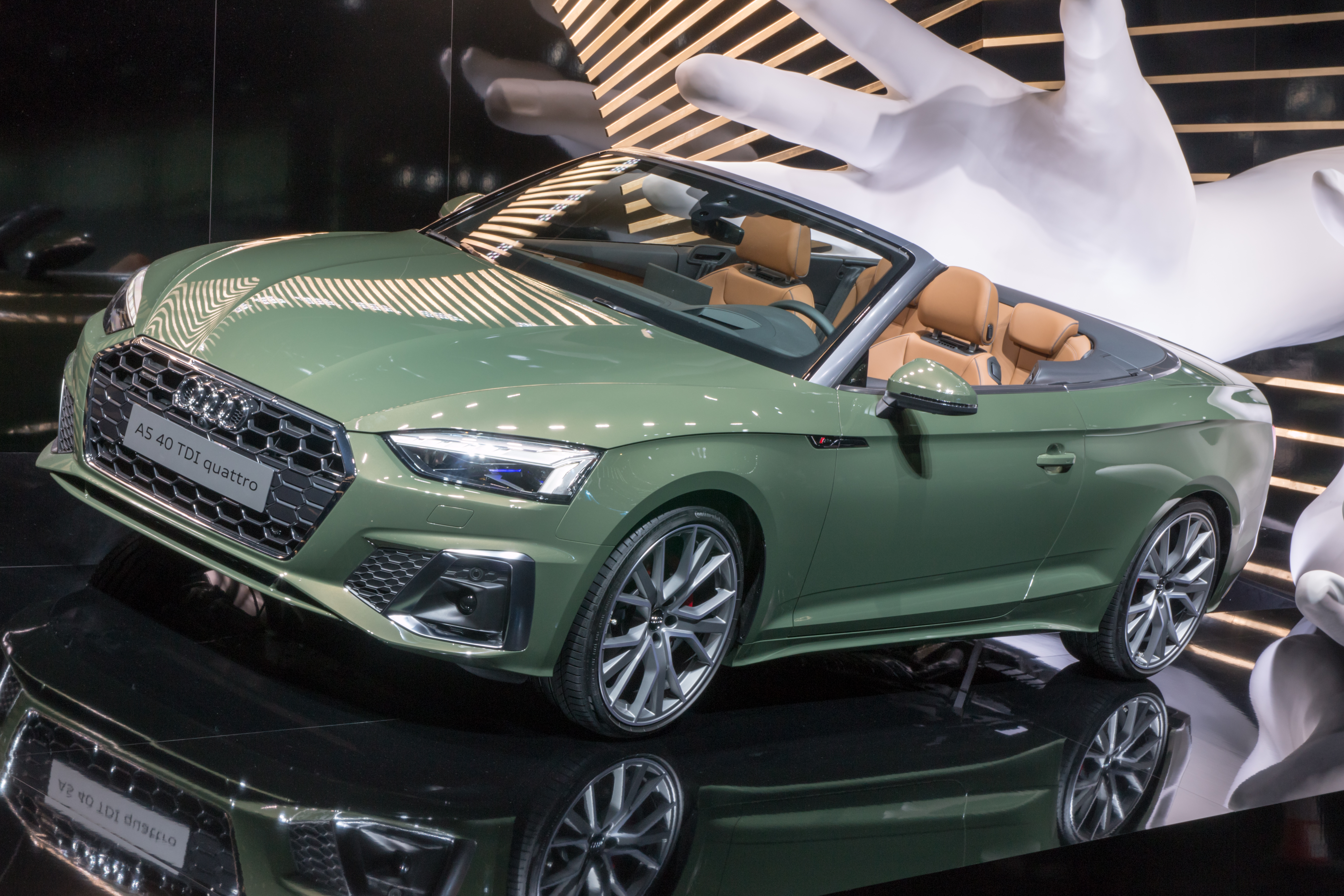
Audi A5 cabriolet (depuis 2019)

## Groupe motopropulseur

### Moteurs essence
Le véhicule est propulsé par des moteurs essence turbocompressés ou des moteurs Diesel. Dans le cas des moteurs essence, la gamme de moteurs quatre cylindres en ligne de 2019 comprend des puissances maximales comprises entre 110 kW (150 ch) et 185 kW (252 ch) et une cylindrée de 2 litres. Ils ont la traction avant de série. Le moteur V6 de la S5, également disponible en Europe, a une puissance maximale de 260 kW (354 ch). Le modèle haut de gamme, la RS5, a une puissance maximale de 331 kW (450 ch). La S5 et la RS5 ont toutes deux une transmission intégrale.
Un moteur essence de deux litres d'une puissance maximale de 125 kW (170 ch), commercialisé sous le nom de 2.0 g-tron jusque début 2019 et sous le nom de 40 g-tron depuis lors, peut fonctionner à la fois au gaz naturel et à l'essence.

### Moteurs diesel
Le plus petit moteur Diesel de 2020 a une cylindrée de 2,0 litres et une puissance maximale de 150 kW (204 ch). Les moteurs V6 sont disponibles à partir du 45 TDI de 170 kW (231 ch). Le modèle à moteur Diesel TDI le plus puissant est la S5 de 255 kW (347 ch), il n'est disponible que dans le coupé et la berline à hayon. La transmission intégrale est de série avec tous les modèles à moteur Diesel six cylindres.

## Sécurité
Lors des essais de choc de 2015, l’Euro NCAP a attribué à l'Audi A4 B9 similaire une note globale de cinq étoiles et a également transféré cette note à l'Audi A5 F5. En Amérique du Nord, une décision similaire a été prise par la National Highway Traffic Safety Administration pour la berline Sportback de l’année modèle 2018, ils ont également utilisé la note globale de cinq étoiles qu’a obtenue l'Audi A4 lors du crash test US NCAP. Au cours de l'année modèle 2018, l'IIHS a classé le coupé comme "bien" pour le test du "chevauchement modéré"; pour le modèle à hayon, il en va de même que pour les instituts précédentes concernant la désignation de la notation et la note est "bien", comme pour le coupé.